# Osseäre Choristie

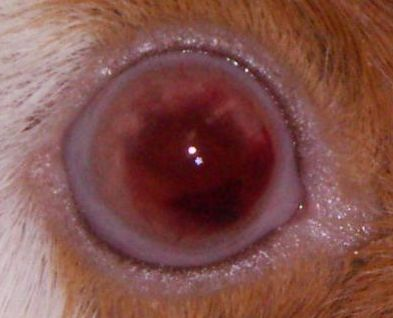
Osseäre Choristie

Die osseäre Choristie ist eine Augenkrankheit der Meerschweinchen, die durch eine metaplastische Knochenbildung im Auge gekennzeichnet ist. Die Ursache dieser Meerschweinchenkrankheit ist ungeklärt, vermutet werden angeborene Störungen oder ein Vitamin C-Überschuss im Ziliarkörper. Etwa 0,8 % der Meerschweinchen zeigen diese Erkrankung.
Bei der osseären Choristie bildet sich Knochengewebe im Bereich der mittleren Augenhaut. Das Gewebe ist als gelbliche oder weißliche Zubildungen an der Innenseite der Hornhaut, vor allem im Bereich des Hornhautsaums (Limbus corneae) sichtbar. Diese Zubildungen können fleckförmig oder zirkulär sein und beidseitig oder nur an einem Auge auftreten. Das Wohlbefinden des Tieres ist zumeist ungestört. Eine Behandlung ist nicht notwendig und auch nicht möglich.
Als Komplikationen sind bei einer osseären Choristie eine Verlegung des Kammerwasserabflusses, was zur Entstehung eines Grünen Stars (sekundäres Glaukom) führen kann, sowie eine Hornhauttrübung möglich.